# Curt Gallenkamp
Curt Gallenkamp (17 de febrero de 1890 - 13 de abril de 1958) fue un general alemán (General de Artillería) en la Wehrmacht durante la II Guerra Mundial y condenado como criminal de guerra. Fue condecorado con la Cruz de Caballero de la Cruz de Hierro de la Alemania Nazi.
Gallenkamp se rindió a las tropas británicas en mayo de 1945. Fue juzgado por crímenes de guerra por la muerte de comandos/paracaidistas británicos y un piloto estadounidense. Fue sentenciado a muerte a la horca en 1947, pero su sentencia fue conmutada a cadena perpetua y fue liberado en 1952.

## Condecoraciones
- Cruz de Caballero de la Cruz de Hierro el 19 de noviembre de 1941 como Generalleutnant y comandante de la 78. Infanterie-Division[1]